# District d'Udham Singh Nagar
Le district d'Udham Singh Nagar  (hindi : ऊधम सिंह नगर ज़िला) est un district de l'état de l'Uttarakhand, en Inde,

## Géographie
Au recensement de 2011, sa population compte 1 235 614 habitants.
Son chef-lieu est la ville de Rudrapur. 